# Новый зал охотничьего общества
Новый зал охотничьего общества (нем. Neue Schützenhalle) — крупное здание в городе Люденшайд, построенное в 1900 году и долгое время являвшееся основным местом как для театральных представлений, так и для концертов.

## История и описание
Еще в 1860 году стрелковое общество города Люденшайд «Lüdenscheider Schützengesellschaft 1506 e. V.» построило первый общедоступный зал на горе Лохер, позже названный «Alte Schützenhalle» (Старый зал охотничьего общества). Это здание было несколько раз перестроено, расширено, использовалось как тренажерный зал и, в итоге, было снесено в начале 1980-х годов. После значительного прироста населения города, произошедшего к 1899—1900 годам, обществом был построен новый зал — в момент его открытия, в 1900 году, он считался одним из крупнейших залов в Вестфалии. Богато украшенное нео-барочное здание имеет структуру базилики — широкая центральная секция окружена по бокам двумя проходами. Трехэтажная башня примыкает к основному корпусу с севера. Исследователи полагали, что архитектурные решения Нового зала охотничьего общества были во многом вдохновлены лондонским зданием Палаты лордов.
Во время Первой мировой войны в большом зале был открыт военный госпиталь. Сегодня здание — большой зал которого рассчитан на 1400 мест, а фойе вмещает ещё 200 человек — используется для проведения мероприятий местными фирмами и религиозными общинами, а также — для проведения концертов, выставок и ярмарок. В крытой веранде здания был открыт ресторан.